# ビッグスカイ航空
ビッグスカイ航空（Big Sky Airlines）はアメリカ合衆国モンタナ州ビリングスにかつて存在したコミューター航空会社。2008年に経営破綻している。ミネアポリスに本拠地を置く投資会社MAIR Holdingsの子会社であるBig Sky Transportation Companyが会社を保有していた。ビッグスカイ航空はビリングス・ローガン国際空港をハブにモンタナ州内10都市に就航し州内の交通に大きく寄与しており、Essential Air Service (EAS) というアメリカ運輸省が実施している小都市へのインフラ確保を目的としたプログラムに基づく航空サービスの提供は交通の便が非常に悪いモンタナ州にとってはなくてはならないものであった。

## 歴史
ビッグスカイ航空は1978年に設立され、それまでフロンティア航空が運航していたモンタナ州の東部・中部にある小都市へのサービスを開始した。このモンタナ州における域内サービスはビッグスカイ航空が拡大し2008年に破綻するまでの間変わらず会社の中核事業となっていたものである。
1998年にビッグスカイ航空は破産したアスペン・マウンテン・エアが運航していたEASルートを取得し、同年12月にはサービスの移管を終了した。しかしその後は経営がうまくいかず2002年にはアイダホ州アイダホ・フォールズとコロラド州デンバーの間に就航するも採算が見込めず3ヶ月で撤退し、2005年ノースダコタ州でのサービスを休止し、機材をいままでのフェアチャイルド社のメトロライナーからメサ航空グループからリースしたビーチクラフト 1900に変更するなど、経営にテコ入れをはじめた。
2006年6月にはモンタナ州のグレートフォールズ線とカリスペル線、ワシントン州のスポケーン線の運航を取りやめると発表し、ビーチクラフト1900一機を返却した。同年9月にはモーゼスレイク線も休止し、12月にデルタ航空のコミューター輸送を担当するデルタ・コネクションの一員になることが広報より発表された。
しかし2007年12月20日にビッグスカイ航空が60日後〜90日後に運航を停止するとの発表を行った。これはデルタ航空との契約が切れたことやモンタナ州周辺の不安定な天候、また収益の不振にさらに燃料費の高騰が追い打ちをかけたことによるものである。モンタナ州内の交通についてはグレイトレイクス航空がビリングスを中心としたEASを取得しビッグスカイ航空のサービスを引き継ぐこととなったが、グレイトレイクスがサービスの開始日を明確にしなかったため、一時的にモンタナ州の航空路がほぼすべて閉鎖されるという事態が発生した。
2008年3月8日、ビッグスカイ航空の最終便がビリングス・ローガン国際空港に到着し、30年の歴史に幕を閉じた。この最終便の3便は着陸の際に一緒に低空飛行を行うというパフォーマンスを見せた。

## 就航都市
- モンタナ州
  - ビリングス
  - ウルフポイント
  - ボーズマン
  - ヘレナ
  - カリスペル
  - ミズーラ
  - グラスゴー
  - グレートフォールズ
  - グレンダイブ
  - ハーブル
  - ルイスタウン
  - マイルズシティ
  - シドニー
- コロラド州
  - デンバー
  - シェリダン
- アイダホ州
  - ボイシ
  - アイダホフォールズ
- ワシントン州
  - スポケーン
  - モーゼスレイク

## 保有機材
- ビーチクラフト1900